# Mecachrome

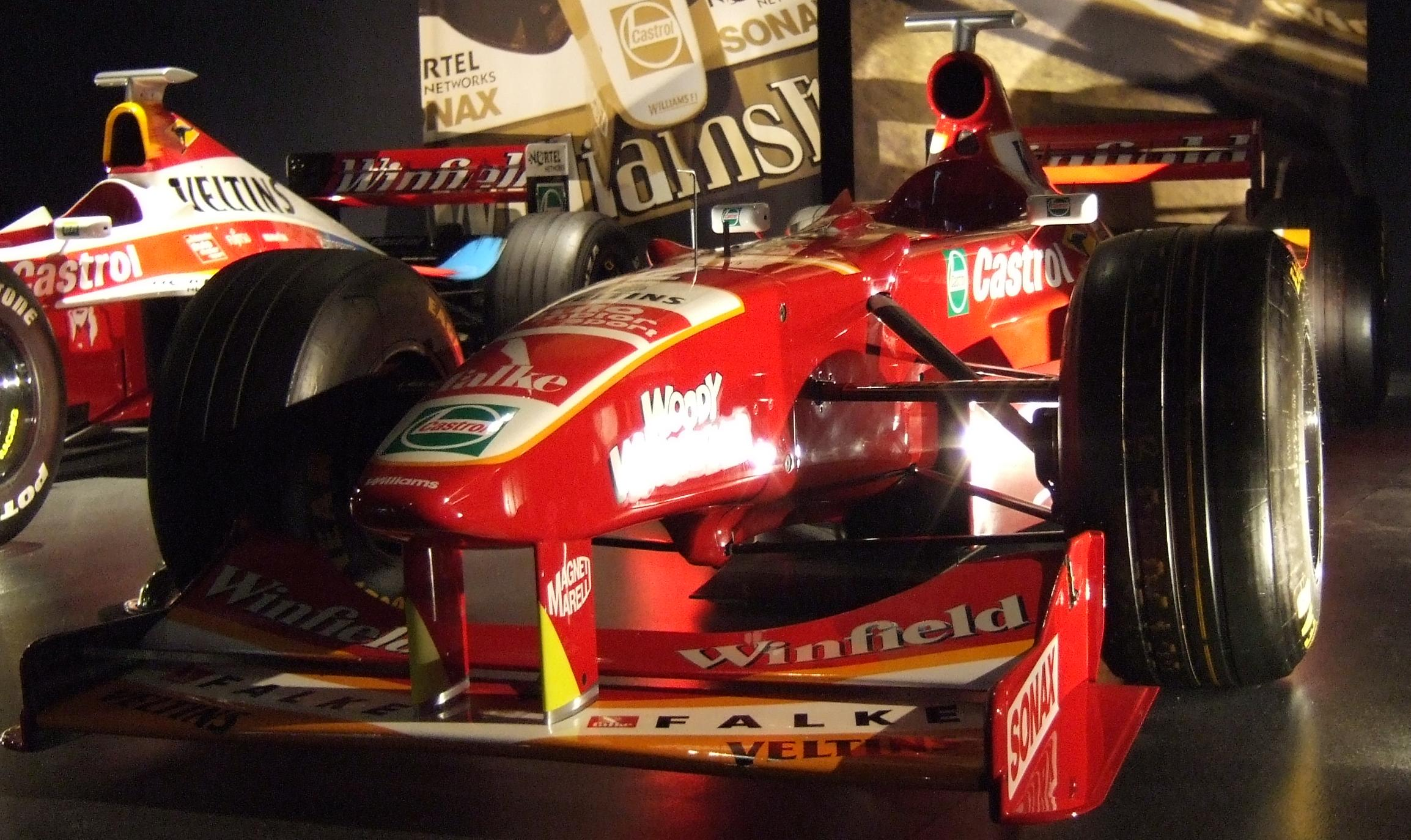
Uma chassis Williams FW20.

Mecachrome SAS é uma empresa de engenharia de precisão envolvida na aviação, indústria automobilística, automobilismo e engenharia industrial.
A Mecachrome ficou mais conhecida por montar os motores projetados pela Renault para a sua equipe de Fórmula 1. Após a Renault anunciar que encerraria seu programa de motores para a Fórmula 1, em maio de 2025, foi divulgado que a Mecachrome havia assinado um acordo para permanecer na categoria máxima do automobilismo mundial como fornecedora de peças para a Audi.
A empresa também deu seu nome aos motores "não oficiais" da Renault após sua retirada no final de 1997. Foi utilizado pela Williams em 1998. O motor era basicamente o Renault RS9 que havia sido utilizado pela Williams e Benetton na temporada de 1997, mas com modificações. O mesmo motor com certos retoques foi denominado Supertec em 1999 (utilizados pela Williams e a BAR). Posteriormente estes motores foram utilizados pela equipe Arrows em 2000 conquistando a sétima posição no campeonato de construtores.